# Liste der Staatsfossilien der Bundesstaaten der Vereinigten Staaten
Dies ist eine Liste der offiziellen Staatsfossilien der Bundesstaaten der Vereinigten Staaten. Diese Fossilien gelten als bundesstaatliche Wahrzeichen in den jeweiligen Bundesstaaten der Vereinigten Staaten:

## Liste der Staatsfossilien
| Bundesstaat    | Alter                    | Trivial- oder Gruppenbezeichnung                                                    | wissenschaftlicher Name                                                    | Datum der Annahme | Abbildung |
| -------------- | ------------------------ | ----------------------------------------------------------------------------------- | -------------------------------------------------------------------------- | ----------------- | --------- |
| Alabama        | Eozän                    | „Urwal“                                                                             | Basilosaurus cetoides                                                      | 1984              |           |
| Alaska         | Pleistozän               | Wollhaarmammut                                                                      | Mammuthus primigenius                                                      | 1986              |           |
| Arizona        | Trias                    | verkieseltes Holz von Araukariengewächsen                                           | „Araucarioxylon“ arizonicum                                                | 1988              |           |
| Colorado       | Jura                     | Stegosaurus                                                                         | Stegosaurus stenops                                                        | 28. April 1982    |           |
| Connecticut    | Jura                     | versteinerte Trittsiegel von theropoden Dinosauriern                                | Eubrontes giganteus                                                        | 1991              |           |
| Delaware       | Kreide                   | Belemnit                                                                            | Belemnitella americana                                                     | 2. Juli 1996      |           |
| Florida        | Oligozän–Miozän          | achatisierte Koralle (nicht das offizielle Staatsfossil, sondern das Staatsgestein) | keine bestimmte Art oder Gattung                                           | 1979              |           |
| Georgia        | Kreide–Miozän            | Megalodon-Zahn                                                                      | Otodus megalodon                                                           | 1976              |           |
| Idaho          | Pliozän                  | Hagerman-Pferd (Amerikanisches Zebra)                                               | Equus simplicidens                                                         | 1988              |           |
| Illinois       | Pennsylvanium            | Tully Monster                                                                       | Tullimonstrum gregarium                                                    | 1989              |           |
| Kalifornien    | Pleistozän               | Säbelzahnkatze                                                                      | Smilodon californicus                                                      | 1973              |           |
| Kentucky       | Ordovizium–Mississippium | Armfüßer                                                                            | keine bestimmte Art oder Gattung                                           | 1986              |           |
| Louisiana      | Oligozän                 | verkieseltes Palmholz                                                               | Palmoxylon (inoffiziell)                                                   | 1976              |           |
| Maine          | Devon                    | frühe Gefäßpflanze                                                                  | Pertica quadrifaria                                                        | 1985              |           |
| Maryland       | Miozän                   | Schnecke                                                                            | Ecphora gardnerae gardnerae                                                | 1. Oktober 1994   |           |
| Massachusetts  | Jura                     | versteinerte Dinosauriertrittsiegel                                                 | keine bestimmte Spurenart oder -gattung                                    | 1980              |           |
| Michigan       | Holozän                  | Amerikanisches Mastodon                                                             | Mammut americanum                                                          | 2002              |           |
| Mississippi    | Eozän                    | „Urwale“                                                                            | Basilosaurus und Zygorhiza kochii                                          | 1981              |           |
| Missouri       | Pennsylvanian            | Seelilie                                                                            | Delocrinus missouriensis                                                   | 1989              |           |
| Montana        | Kreide                   | Entenschnabelsaurier                                                                | Maiasaura peeblesorum                                                      | 1985              |           |
| Nebraska       | Pleistozän               | Mammut                                                                              | keine bestimmte Art oder Gattung                                           | 1967              |           |
| Nevada         | Trias                    | Fischsaurier                                                                        | Shonisaurus                                                                | 1977              |           |
| New Mexico     | Trias                    | Ceratosaurier                                                                       | Coelophysis bauri                                                          | 1981              |           |
| New York       | Silur                    | Seeskorpion                                                                         | Eurypterus remipes                                                         | 1984              |           |
| North Dakota   | Paläozän                 | versteinertes, vom Schiffsbohrwurm (Teredo) angebohrtes Holz                        | Teredolites                                                                | 1967              |           |
| Ohio           | Ordovizium               | Trilobit                                                                            | Isotelus                                                                   | 1985              |           |
| Oklahoma       | Jura                     | Carnosaurier                                                                        | Saurophaganax maximus                                                      | 2000              |           |
| Oregon         | Eozän                    | Urweltmammutbaum                                                                    | Metasequoia                                                                | 12. Mai 2005      |           |
| Pennsylvania   | Devon                    | Trilobit                                                                            | Phacops rana                                                               | 5. Dezember 1988  |           |
| South Carolina | Pleistozän               | Präriemammut                                                                        | Mammuthus columbi                                                          | 16. Mai 2014      |           |
| South Dakota   | Kreide                   | Horndinosaurier                                                                     | Triceratops                                                                | 1988              |           |
| Tennessee      | Kreide                   | Muschel                                                                             | Pterotrigonia (Scabrotrigonia) thoracica                                   | 1998              |           |
| Utah           | Jura                     | Carnosauria                                                                         | Allosaurus                                                                 | 1988              |           |
| Vermont        | Pleistozän               | Weißwal                                                                             | Delphinapterus leucas                                                      | 1993              |           |
| Virginia       | Pliozän                  | Kammmuschel                                                                         | Chesapecten jeffersonius                                                   | 1993              |           |
| Washington     | Pleistozän               | Präriemammut                                                                        | Mammuthus columbi                                                          | 25. März 1998     |           |
| West Virginia  | Pleistozän               | „Riesenfaultier“                                                                    | Megalonyx jeffersonii                                                      | März 2008         |           |
| Wisconsin      | Ordovizium–Silur         | Trilobit                                                                            | Calymene celebra                                                           | 1985              |           |
| Wyoming        | Eozän                    | Hering                                                                              | Knightia (daneben hat Wyoming zusätzlich Triceratops als „State Dinosaur“) | 18. Februar 1987  |           |